# David Bispham

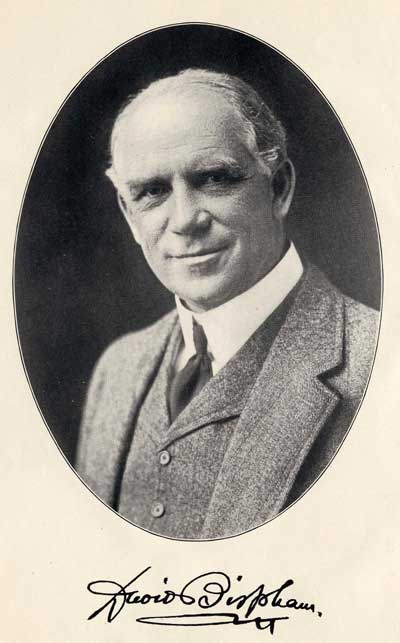
David Bispham (vor 1921)

David Scull Bispham (* 5. Januar 1857 in Philadelphia; † 2. Oktober 1921 in New York City) war ein US-amerikanischer Opernsänger (Bariton).

## Leben
Bispham sang in seiner Kindheit und Jugend in Kirchenchören seiner Heimatstadt. 1886 kam er nach Italien und studierte dort in Florenz bei Luigi Vannuccini und in Mailand bei Francesco Lamperti. Er setzte seine Ausbildung in Bayreuth und in London bei William Shakespeare und Alberto Randegger fort. 1891 wurde er unter fünfzig Bewerbern für die Rolle des Duc de Longueville bei einer Aufführung von André Messagers Oper La Basoche am Royal Opera House ausgewählt und begann so seine professionelle Laufbahn als Opernsänger. Im Folgejahr sang er den Kurwenal in Richard Wagners Tristan und Ilsoldeam Theatre Royal Drury Lane.
In der Folgezeit profilierte sich Bispham vor allem als Wagner-Sänger. Sein Debüt in den USA gab er 1896 an der Metropolitan Opera als Beckmesser in Wagners Die Meistersinger von Nürnberg. Weitere Rollen in Wagner-Opern hatte er u. a. als Telramund (Lohengrin), Alberich (Der Ring des Nibelungen) und Wolfram von Eschenbach (Die Meistersinger von Nürnberg). In Ignacy Jan Paderewskis Oper Manru gab er den Zwerg Urok.
Ein besonderes Anliegen Bisphams war die Förderung der englischsprachigen Oper. Er gründete eine Society of American Singers, die Operetten in englischer Sprache aufführte. Die Opera Society of America stiftete 1921 den Bispham Memorial Medal Award, mit dem englischsprachige Opern amerikanischer Komponisten ausgezeichnet werden. 1920 erschien Bisphams Autobiographie A Quaker Singer’s Recollections.